# صيدن (ذباب)
صَيْدَن (الاسم العلمي: Sarcophaga)، جنس من الذباب الحقيقي والجنس النمطي لفصيلة ذباب اللحم (Sarcophagidae). غالبًا ما تُعرف أعضاء هذا الجنس العالمي باسم ذباب اللحم الشائع.